# Sornphet Sornsuphan
Sornphet Sornsuphan (Thai: ศรเพชร ศรสุพรรณ) (Suphanburi, 27 de marzo de 1948 - Bangkok, 8 de enero de 2022) fue un actor y cantante tailandés.

## Discografía
- Ai Wang Tai Nae (en tailandés: ไอ้หวังตายแน่)
- Khaw Mai Mee Khai (en tailandés: ข้าวไม่มีขาย)
- Aa Phai Hai Rieam (en tailandés: อภัยให้เรียม)
- Khao Wen Roae (en tailandés: เข้าเวรรอ)
- Oum Look Tam Miea (en tailandés: อุ้มลูกตามเมีย)
- Koay Sao Na (en tailandés: คอยสาวนา)
- Pee Mai Yom (en tailandés: พี่ไม่ยอม)
- Rak Ma Haa Pee (en tailandés: รักมาห้าปี)

## Libro
1. ↑  Redacción (8 de enero de 2022). «เผยกำหนดการรดน้ำศพ "ศรเพชร ศรสุพรรณ" หลังสิ้นตำนานนักร้องลูกทุ่ง». bangkokbiznews.com (en tailandés). Consultado el 9 de enero de 2022.
2. ↑  ลือลูกทุ่งดัง‘ศรเพชร ศรสุพรรณ’ป่วยหนัก ถึงขั้นร้องเพลงไม่ได้ ลูกชายออกมาชี้แจงแล้ว
3. ↑  "ศรเพชร ศรสุพรรณ"ป่วยขอบริจาคเลือดด่วน

- Datos: Q16140209